# Jacopo Coppi
Jacopo Coppi, dit Il Meglio ou del Meglio, né à Peretola en 1546 et mort à Florence en 1591, est un peintre italien de la Renaissance, de style maniériste.

## Biographie
Jacopo Coppi se forme auprès de Michele Tosini et participe avec lui à la décoration funèbre des obsèques solennelles de Michel-Ange à Florence en 1564.
Il s'inscrit en 1571 à l'Académie du dessin de Florence récemment instituée. Il fait partie des nombreux assistants de Giorgio Vasari, participant entre autres à la décoration du studiolo de François Ier au palazzo Vecchio, pour lequel il peint L'Invention de la poudre et un tondo ovale représentant Alexandre le Grand recevant l'hommage de la famille de Darius, remplaçant ainsi une œuvre de Carlo Portelli que Vincenzo Borghini avait trouvée peu réussie. Coppi jouit d'un certain statut au sein du cercle de Vasari et avec des artistes tels que Naldini, le Stradano, Vasari lui-même, Allori et Santi di Tito, il est appelé à refaire les retables des principales basiliques florentines, à la suite du concile de Trente (à partir du 1565), comme à Santa Maria Novella (La Prédication de saint Vincent Ferrier et le Rédempteur (1573-1574), pour Pandolfo Attavanti) et à Basilique Santa Croce de Florence (Ecce Homo (1576), pour Andreuolo Zati).
En 1577, il se trouve à Rome pour réaliser les fresques de l'abside de San Pietro in Vincoli, avec La Vie de saint Pierre riche de citations des Chambres de Raphaël. En 1579, il réalise Le Miracle du crucifix de Beyrouth  de l'église San Salvatore de Bologne,,.

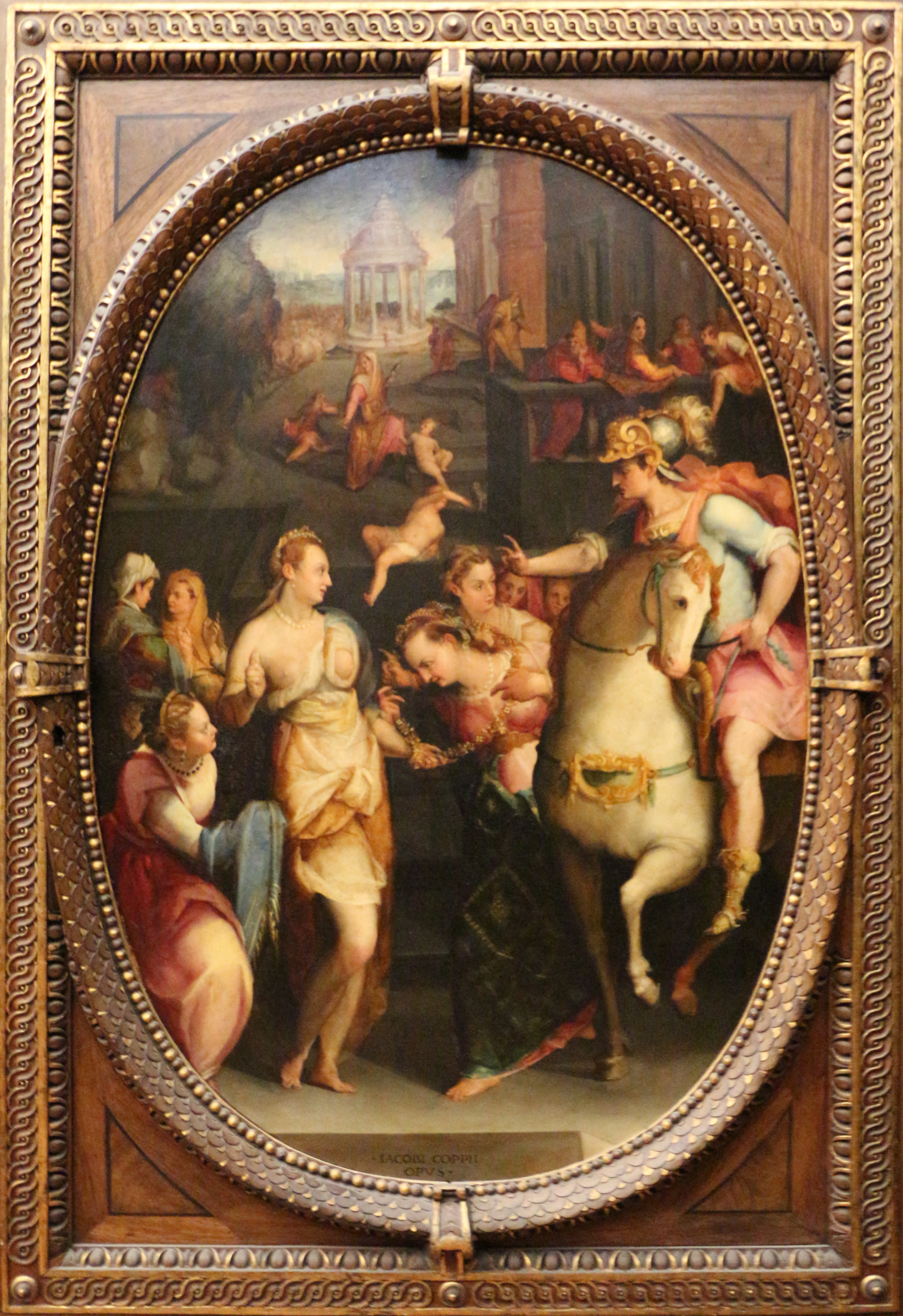
Alexandre le Grand recevant l'hommage de la famille de Darius, palazzo Vecchio.
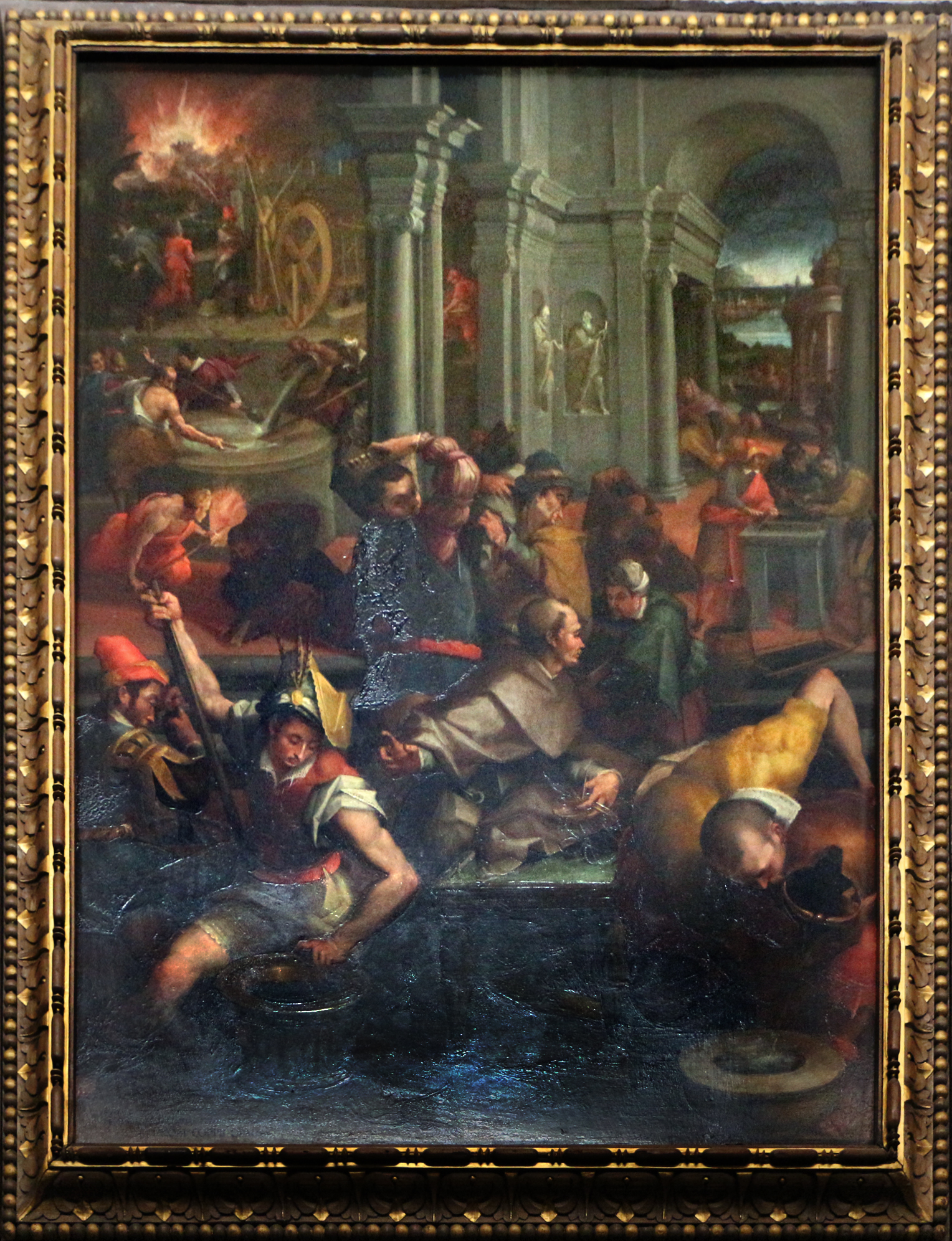
L'Invention de la poudre, palazzo Vecchio.
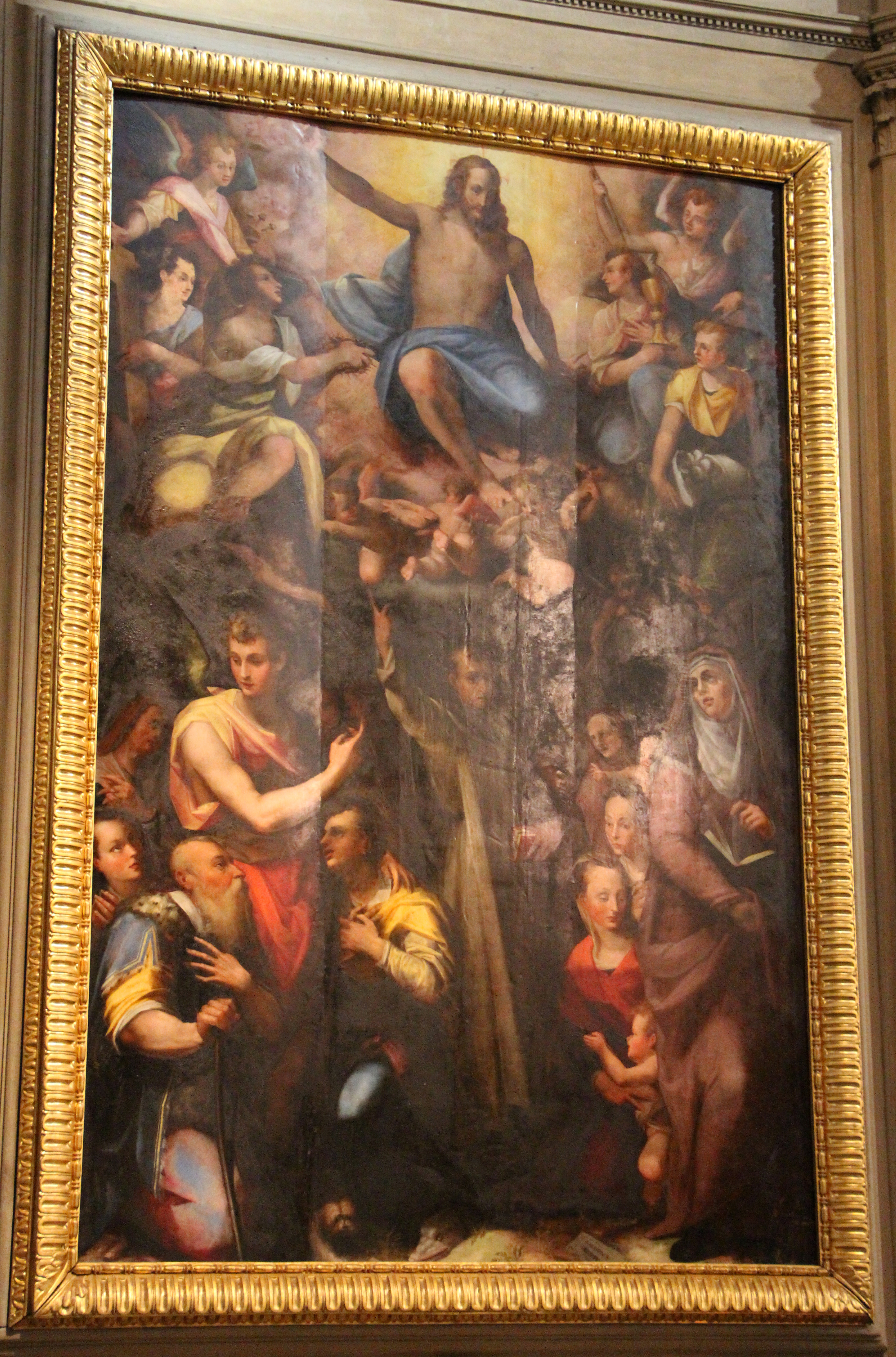
La Prédication de saint Vincent Ferrier, Santa Maria Novella.
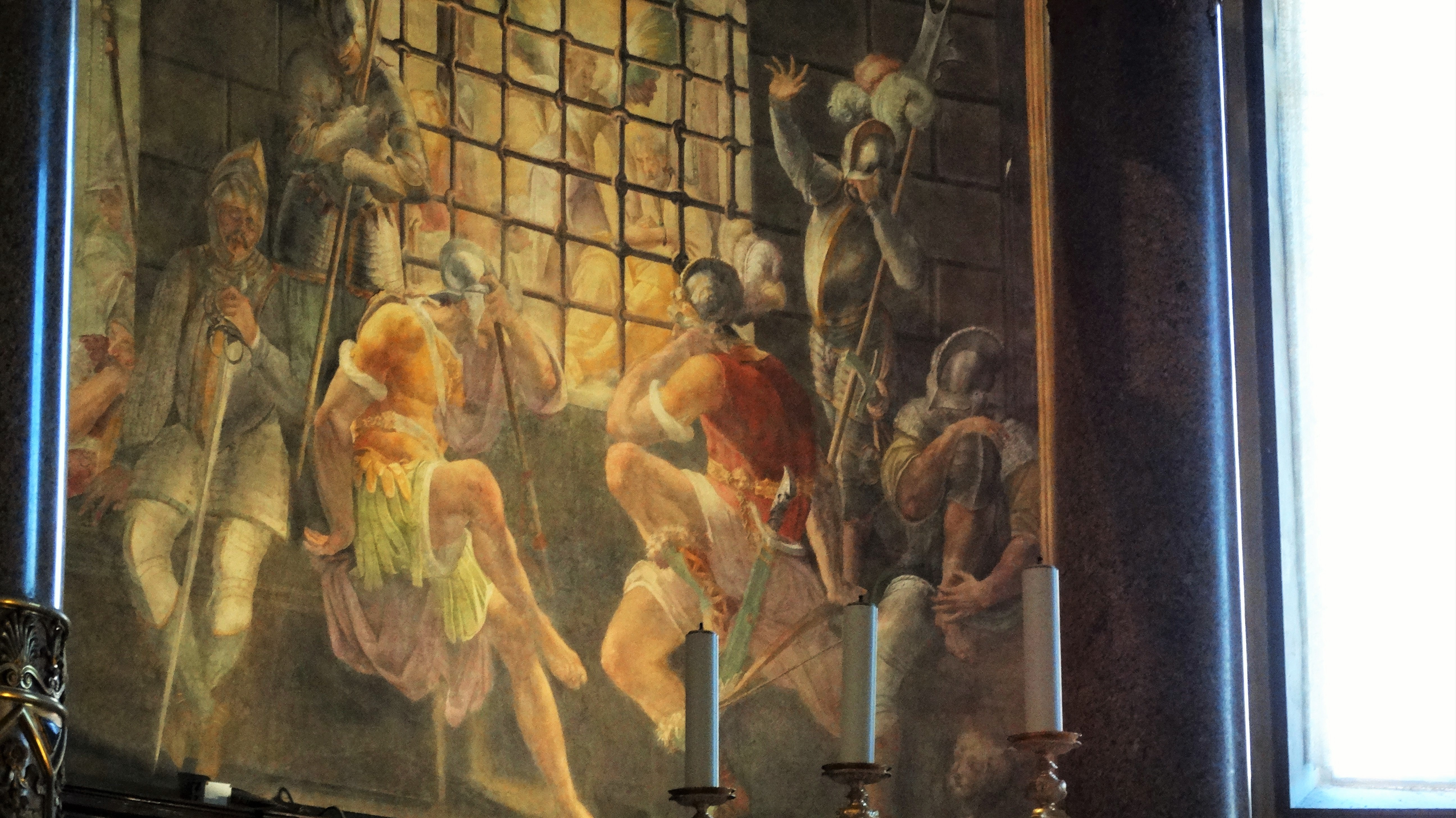
La Libération de saint Pierre, San Piero in Vincoli.
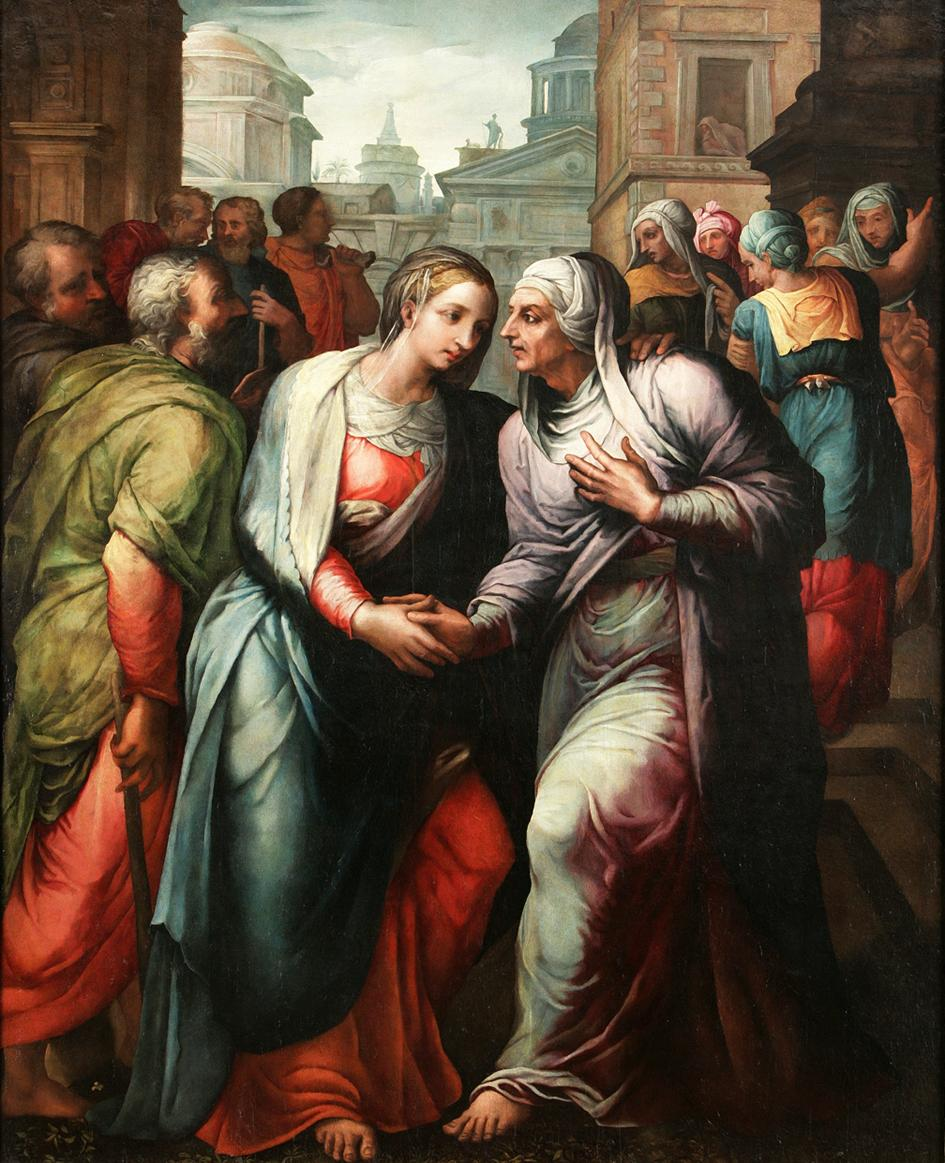
La Visitation, collection privée.
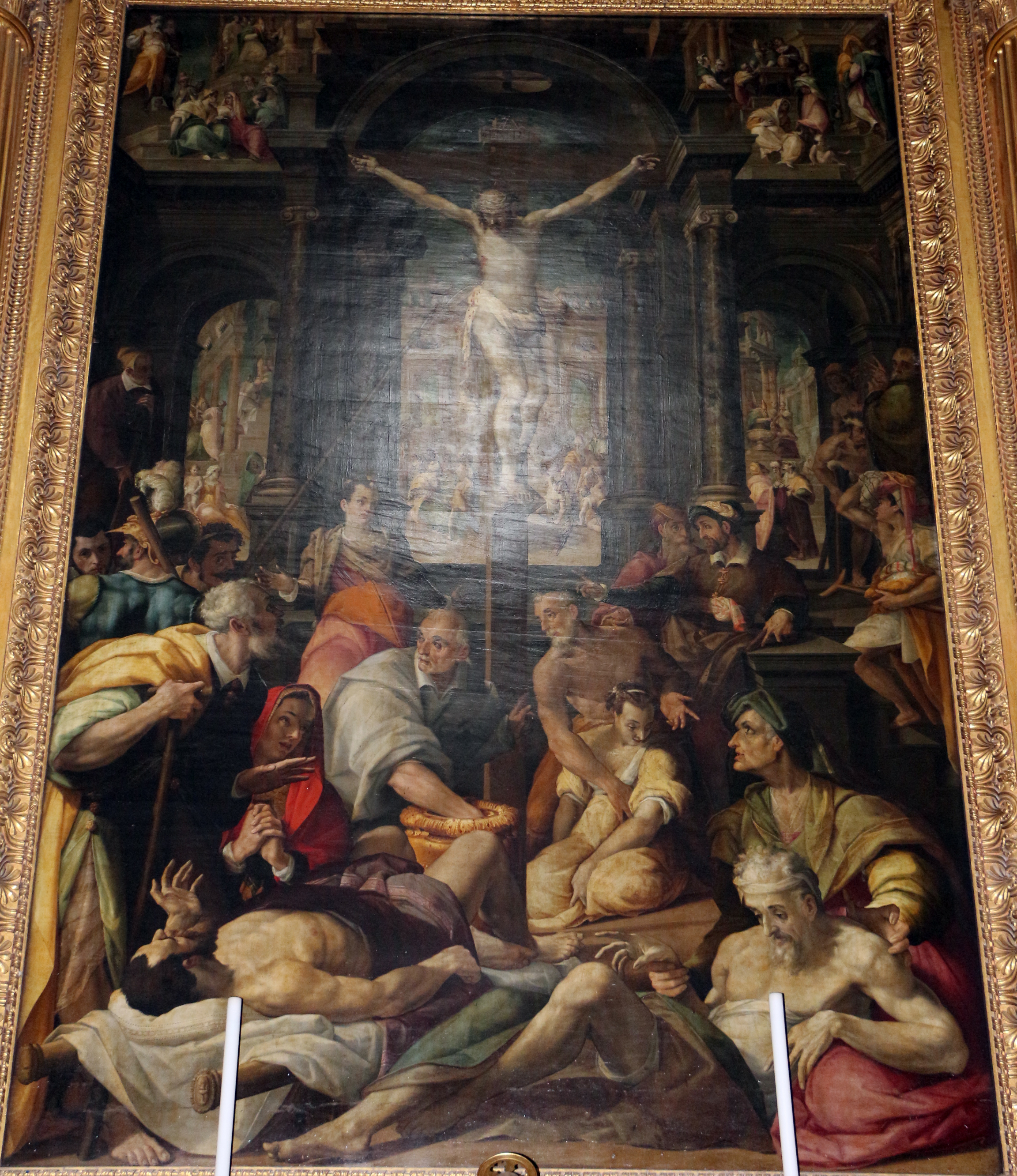
Jacopo Coppi, Le Miracle du Crucifix de Beyrouth, 1579, Bologne, San Salvatore.